# Cesare Pavese
Cesare Pavese (Santo Stefano Belbo, 9 de septiembre de 1908 - Turín, 27 de agosto de 1950) fue un escritor italiano.

## Biografía
Pavese nació en Santo Stefano Belbo, donde su padre, procurador de tribunal en Turín, tenía una delegación. En 1914 muere el padre, lo que le causa un primer trauma. Su madre, de hecho, compensará la ausencia del marido educando de modo bastante rígido a su hijo. Estos lugares y experiencias infantiles son los que mitificará el futuro escritor.
Pavese cursa estudios secundarios en Turín con Augusto Monti, colaborador de Gobetti, narrador y pedagogo. Es su primer contacto con el mundo de los intelectuales y con personalidades como Leone Ginzburg —este muy cercano siempre—, Tullio Pinelli, Vittorio Foa (estudioso de los problemas políticos y sociales) y Norberto Bobbio. En su época universitaria es cuando Pavese se interesa por la literatura norteamericana; en esos años, alterna su trabajo de traductor con la enseñanza del inglés. Se licencia con una tesis sobre el poeta estadounidense Walt Whitman. 
En 1935 es «confinado» en Brancaleone por actividades antifascistas, en realidad, sólo había conservado unas cartas comprometedoras de una activista comunista de la que se había enamorado. Tras este exilio, publica un importante libro de versos que había empezado en 1928: Trabajar cansa (1936), muy innovador y que, junto a sus obras narrativas, todavía no atrae a un público muy amplio. En ese mismo período empieza la composición de un diario literario y existencial que seguirá escribiendo hasta el final de su vida y se publicará póstumamente con el título de El oficio de vivir.
De vuelta de su confinamiento (que de tres años es reducido a uno), Pavese descubre que la mujer a la que amaba se ha casado, lo que le ocasiona un segundo trauma. A partir de ese momento se angustia, temeroso de que lo ya sucedido se pueda repetir. La angustiosa sensación del fracaso lo acompañará hasta la muerte. 
En 1938 se estabiliza su relación con la editorial Einaudi. En 1940 termina El bello verano, con el que obtendrá en 1950 el Premio Strega, e inicia Feria de agosto. En 1941, publica De tu tierra.
Llamado a filas, se le dispensa por el asma que padece. Desde el 8 de septiembre de 1943 hasta la liberación de Italia se refugia, en primer lugar, en casa de su hermana y, luego, en un colegio de Somascos en Casale Monferrato, sin contacto con los acontecimientos que sacuden Italia, mientras muchos de sus amigos entran en la Resistencia. Narra estas experiencias en La casa en la colina (que escribe entre 1947 y 1948). En esta obra se pone de manifiesto el conflicto entre su elección y la de sus amigos, algunos de los cuales murieron. Al terminar la guerra, sin embargo, quizá para compensar su anterior elección, Pavese entra en el Partido Comunista Italiano por sugerencia de una amiga.
El desengaño amoroso que sufre tras la ruptura de su relación sentimental con la actriz norteamericana Constance Dowling —a la que dedica sus últimos versos, Vendrá la muerte y tendrá tus ojos—, sumado al trauma generado por el temprano fallecimiento de su padre cuando Pavese tenía seis años, la muerte de varios de sus amigos durante la Segunda Guerra Mundial y su malestar existencial lo llevan al suicidio el 27 de agosto de 1950, en el hotel Roma de Turín.

## Trayectoria literaria
Este gran poeta y novelista italiano estudió filología inglesa en la Universidad de Turín y, tras su licenciatura, se dedicó por completo a traducir a numerosos escritores norteamericanos. Además de la Antología americana que coordinó Elio Vittorini, tradujo también clásicos de la literatura, desde el Moby Dick de Melville en 1932 a obras de Dos Passos, Faulkner, Defoe, Joyce y Dickens. También escribió crítica literaria que hoy se considera clásica[¿quién?] y, en particular, contribuyó a crear un cierto «mito de América», con repercusión en la narrativa italiana de posguerra.[cita requerida]
Trabajó en el mundo editorial con Giulio Einaudi y su amigo Leone Ginzburg, cofundadores de la editorial Einaudi en 1933, junto a los cuales fue uno de los cimientos de esta famosa empresa cultural italiana desde 1937, en la que permaneció como editor decisivo hasta su muerte y en la que trabajó con un rigor reconocido hoy por todos[¿quién?] (pues Leone murió torturado por los alemanes en 1944). Desde este sector propuso a la cultura italiana escritos sobre temas diferentes, y anteriormente raramente abordados,[cita requerida] caso del idealismo y el marxismo, así como temas religiosos, etnológicos y psicológicos.
Sus primeros escritos fueron publicados aparentemente con el pseudónimo de Mârlon Zmôrda, un supuesto escritor esloveno, judío y anarquista, aunque esta hipótesis ha sido discutida en varias ocasiones.[cita requerida] Posteriormente, sus escritos antifascistas, publicados en la revista La Cultura, lo condujeron a la cárcel en 1935, donde inicia sus primeras obras. Durante la II Guerra Mundial formó parte de la Resistencia antifascista como estudioso y pensador independiente aunque cercano a la izquierda italiana.  
Tras la guerra se incorporó al grupo editor su amiga escritora Natalia Ginzburg, mujer de su compañero de curso Leone. 
Durante toda su vida, Pavese tratará de vencer la soledad interior, que veía como una condena y una vocación. Se suicidó a los cuarenta y dos años de edad. Su gran amigo el escritor Davide Lajolo describió, en su libro El vicio absurdo, el malestar existencial que envolvió siempre su vida. 
La narrativa de Pavese trata, por lo general, de conflictos de la vida contemporánea, entre ellos la búsqueda de la propia identidad, como en La luna y las fogatas (1950). Pavese (que vivía con una hermana) se suicidó en una habitación de hotel en Turín, después de haber recibido un premio literario por su libro El bello verano (1949). Su diario se publicó póstumamente, en 1952, bajo el título El oficio de vivir, y concluye con la frase anunciadora de su decisión personal.
En el año 1957, se creó un premio literario con su nombre para honrar su memoria. 

### La poética de Pavese entre 1936 y 1941
Pavese surge como poeta en 1936, con Trabajar cansa. La recopilación se reedita en 1943, añadiendo treinta y un poemas y suprimiendo seis. En pleno periodo hermético, Pavese toma el camino de la poesía narrativa (ritmos narrativos, tono coloquial, ciudad...). La experiencia narrativa produce un verso alargado y de amplia cadencia (decasílabo alargado a trece sílabas). 
En su ensayo El oficio de poeta, sostiene la necesidad de que las palabras se adhieran a las cosas y rehúye la musicalidad por sí misma. Estos primeros cánones poéticos serán posteriormente modificados para evitar que la poesía narrativa se convierta en un boceto naturalista. Pavese teoriza sobre una poesía que se resuelve en imágenes. Poesía narrativa y poesía imagen coexisten en Trabajar cansa, obra en la que ya encontramos las constantes de Pavese: soledad como condena existencial, incapacidad de diálogo, añoranza de la mujer, el campo como mito desde el que se originan las primeras impresiones y la identidad del individuo, la figura del exiliado que vuelve al lugar de origen, buscando su propia infancia, persiguiendo la propia identidad. 
Pavese une a su capacidad de fabulación una precisa conciencia crítica. La cárcel constituye su primera obra narrativa válida (cárcel de la soledad). El protagonista vive la experiencia del confinamiento, aunque se trata fundamentalmente de una autobiografía espiritual: la vivencia del intelectual que trata de romper la soledad, pero vuelve a ser absorbido por ésta. Más allá de sus implicaciones políticas, la novela se caracteriza por el análisis existencial. 
En 1941, publica Tus pueblos y llama la atención de la crítica, que lo interpreta como una manifestación de realismo. En realidad, la descripción de un medio rural primitivo y los temas de la pasión y de la sangre, sin olvidar un lenguaje que se acerca al dialetto y al lenguaje hablado, y la aparente objetividad naturalista confieren una dimensión mítica y ritual a la narración; una lectura de la realidad en clave simbólica, con matices de los estudios antropológicos y de lo sagrado.
Su consagración del mito deriva de la idea según la cual en la infancia se crean mitos y símbolos que forman una especie de memoria atávica. Pavese se aleja de cualquier representación realista en el sentido que tiene, como principio de poética, la necesidad de focalizar el fondo mítico e irracional propio de cada individuo y que determina su personalidad y su destino.

### El último decenio
Entre 1940 y 1950, Pavese produce obras heterogéneas en cuanto a temática y estilo. La reflexión sobre el mito lo orienta en dos direcciones, aparentemente lejanas, pero que tienen el mismo objetivo. Por una parte, recupera el fondo mítico de su propia personalidad, distanciándose de la realidad y refugiándose en el intelectualismo (Diálogos con Leucò); por otro lado, hacia el neorrealismo, a la observación del ambiente y de los hombres (El compañero, 1946). La misma coexistencia de intereses diversos la podemos encontrar en 1949: en La luna y las fogatas y en Entre mujeres solas. Los dos motivos se integran, en el sentido de que ponen a fuego al hombre, alienado en el contexto urbano, buscando sus propias raíces míticas. La narrativa de Pavese no se distingue por la complejidad de la trama, sino que se identifica en breves capítulos potencialmente evocadores.[cita requerida]

## Obra

### Poesía
- Lavorare stanca (Trabajar cansa), 1936
- Verrà la morte e avrà i tuoi occhi (Vendrá la muerte y tendrá tus ojos), 1950

### Narrativa
- Il carcere, 1938-39
- Notte di fiesta, 1936-38, cuentos
- Paesi tuoi (De tu tierra), 1941
- La spiaggia (La playa), 1942
- Feria d'agosto, 1944
- Fuoco grande, 1946
- Il compagno (El camarada), 1947
- Diálogos con Leucò, 1947
- Il diavolo sulle colline (El diablo sobre las colinas), 1948
- La casa in collina (La casa en la colina), 1948
- Tra donne sole (Entre mujeres solas), 1949
- El bello verano, 1949
- La luna e i falò (La luna y las fogatas), 1950
- El libro del Dragon No se sabe el año de publicación

### Ensayos y otros textos
- La letteratura americana e altri saggi (La literatura americana y otros ensayos), 1951
- Il mestiere di vivere (El oficio de vivir), diarios de 1935 a 1950, publicados póstumamente en 1952
- Lettere, correspondencia de 1926 a 1950